# Batalha de Ravena (1512)
A Batalha de Ravena, travada em 11 de abril de 1512, entre as forças da Liga Sagrada (Estados Pontifícios e Reis Católicos) e o Reino da França, foi a maior batalha da Guerra da Liga de Cambrai, durante as chamadas Guerras Italianas. Registrou uma maciça vitória francesa que, entretanto, não se revelou suficiente para assegurar seu domínio sobre o norte italiano, de onde foram forçados a se retirar em agosto de 1512.

## Prelúdio
No começo de fevereiro de 1515, as forças francesas na Itália, recentemente comandadas por Gastão de Foix, Duque de Nemours, empenharam-se na captura de cidades da Romanha e do Vêneto, numa tentativa de negar o controle dessas regiões às forças da Liga Sagrada.
Embora tendo êxito em vários cercos, Nemours estava preocupado com a iminente invasão de França por Henrique VIII da Inglaterra, o que obrigaria a retirada de seu exército, razão pela qual recebeu ordens para precipitar uma luta contra as forças inimigas o quanto antes.
Assim, em fins de março, o Duque de Nemours, junto a um contingente italiano sob comando de Alfonso I d'Este, Duque de Ferrara, marchou a leste para Bolonha e ergueu o cerco à cidade de Ravena, que era defendida por tropas papais.
O papa Júlio II, alarmado com a perspectiva de perder seu último reduto seguro na Romanha, exigiu que um exército fosse enviado para libertar a cidade. Raimundo de Cardona teve que concordar, e o exército espanhol partiu para lá, reforçado por uma companhia das tropas papais.
Em 9 de abril cruzaram Forlì, e avançavam para o norte ao longo do Rio Ronco rumo à cidade, alcançando no dia seguinte Molinaccio, a somente uma milha das tropas francesas, mas ainda destas separados pelo Ronco. Nemours, carente de suprimentos e ansioso por iniciar logo a batalha antes de sua retirada da Itália, ordenou um ataque geral, no dia seguinte.

## Batalha

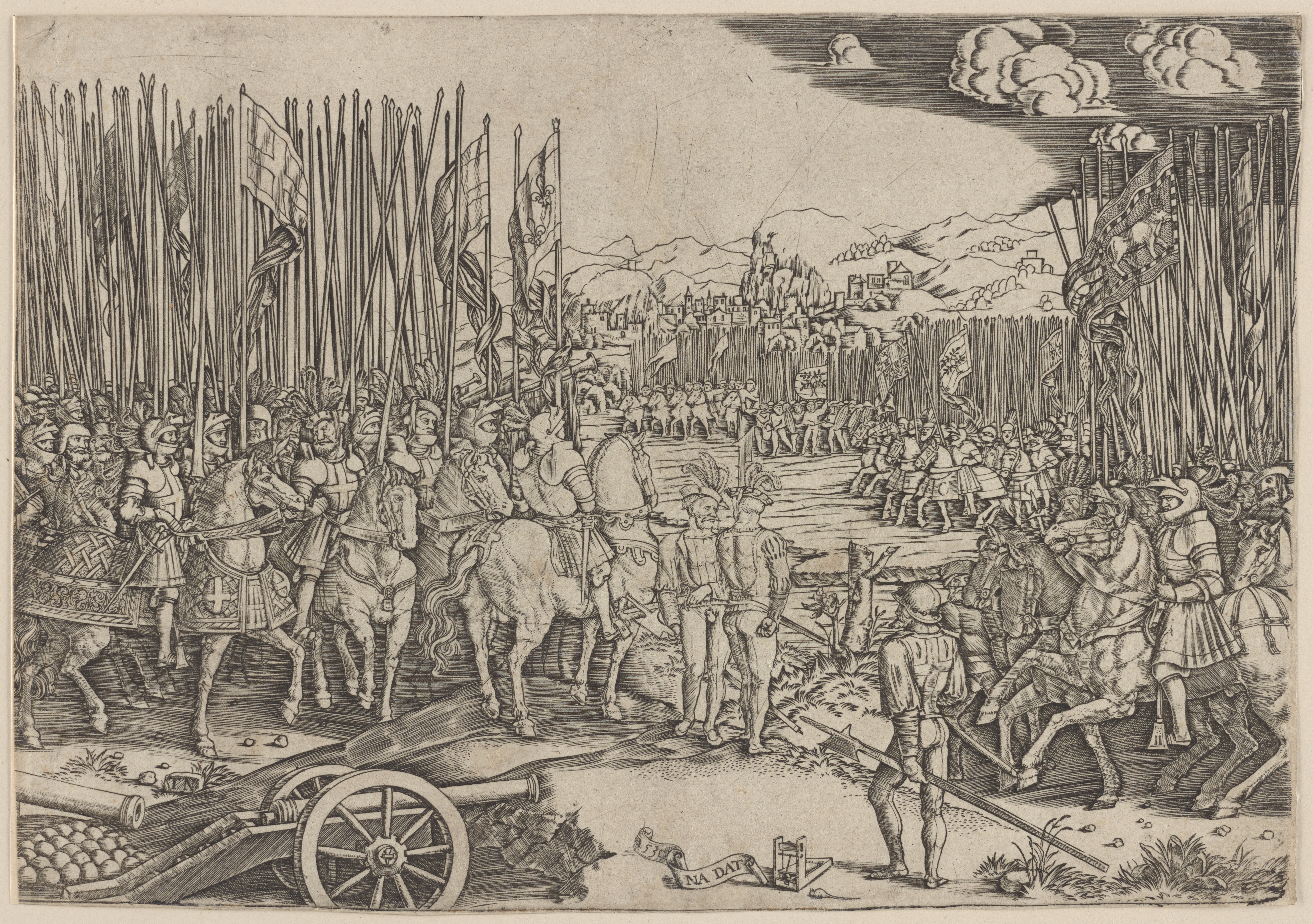
Os dois exércitos na Batalha de Ravenna.

### Disposições
As forças, posições relativas e comandos dos elementos que compunham ambos os exércitos são dados obscuros, e diferentes disposições são oferecidas pelos historiadores.
O exército francês dispôs-se em arco a leste do campo fortificado de Cardona; próximo ao rio postaram-se perto de 900 homens da cavalaria pesada, sob comando de Jacques de La Palice e Alfonso d'Este. Perto dessa cavalia estava o grosso da infantaria. De acordo com Charles Oman, esta consistia em três unidades separadas: 3 500 arqueiros da Gasconha, 5 000 lansquenês sob comando de Jacob Empser, e 3 000 picardos e gascões sob comando de Thomas Bohier, senescal da Normandia. Frederick Taylor informa os grupos de infantaria com apenas duas unidades: 9 500 lansquenês sob Empser e 8 000 "arqueiros gascões e piqueiros picardos" sob o Seigneur de Molart. A cavalaria pesada da "batalha principal" consistia de 780 homens, comandados por somente Bohier, ou ainda por Bohier junto a Odet de Foix (Visconde de Lautrec), Louis d'Ars e o Senhor de Bayard. Esta cavalaria ocupou uma de duas posições: de acordo com Oman e Thomas Arnold, postou-se à esquerda no arco formado pela cavalaria francesa, enquanto Taylor as coloca na logo atrás da cavalaria, na retaguarda, próximo ao rio. Mais distante, à esquerda da linha de frente francesa a cavalaria da "batalha principal", de acordo com Oman e Arnold, ou diretamente ao flando da infantaria, consoante Taylor - estava o corpo de retaguarda do exército, comandado por Yves d'Alégre.  Este era composto de cerca de 4 000 homens de infantaria, principalmente italianos sob comando de Frederigo de Bozzolo, flanqueados, na extrema-esquerda, por aproximadamente 2 000 homens da cavalaria ligeira sob ordens de Gian Bernardo Caracciolo.